# Isodon rivularis
Isodon rivularis là một loài thực vật có hoa trong họ Hoa môi. Loài này được (Wight ex Hook.f.) H.Hara mô tả khoa học đầu tiên năm 1985.